# Lene Møller
Lene Møller (Bro), född 10 maj 1936 i Vordingborg, död 23 augusti 1995 i Holeby (trafikolycka), var en dansk skådespelare och politiker för Socialdemokratiet.
Lene Møller debuterade som filmskådespelerska 1958 i filmen Ung Kærlighed. 1957-1958 genomförde hon en Danmarksturné tillsammans med Herman Gellin i föreställningen Pigen ovenpaa samt medverkade i föreställningen Den trojanske krig finder ikke sted på Det Ny Teater 1958. Under 1960-talets början återvände hon till filmen, där hon medverkade i Løgn og løvebrøl (1961), Harry og kammertjeneren (1961) och Det støver stadig (1962). Hon gifte sig 1962 med skådespelaren och filminstruktören Bent Christensen. Äktenskapet upplöstes 1969. Därefter var hon gift ytterligare tre gånger: Knud Bro, folketingsledamot för Det Konservative Folkeparti (1969-?), direktör Niels Christian Møller (1974-?) och Poul Møller (1984-1988), tidigare finansminister och Europaparlamentariker för Det Konservative Folkeparti. Vid sidan om filmen arbetade hon som producentassistent på Danmarks Radio (1958-1965).
Møller engagerade sig i politiskt i Socialdemokratiet och blev invald till Folketinget första gången 1968. Här påverkade hon bland annat adoptionslagstiftningen, var ledamot i äktenskapskommissionen och var med och upprättade Foreningen Far. Hon var även ledamot i partiets kultur- och rättsreformsutskott samt ledamot i Græsted-Maarums sockenstämma (1965-1968) och i Dragørs kommunfullmäktige (1969-1971). Hon väckte stor massmedial uppståndelse då hon anlände till Christiansborg, klädd i hotpants och långa vita stövlar. Hon rönte också uppmärksamhet i samband med att Rødstrømperne höll en demonstration i samband med att förhandlingar om lika lön pågick i Folketinget 1970. Hon anklagades här av den socialdemokratiska folketingsgruppen för att ha missbrukat folketingsledamöternas gästkort till åhörarlogen genom att dela ut dem till 22 rödstrumpor utan att informera övriga ledamöter om syftet. Møller försvarade sig med att hon inte visste något om kvinnornas avsikter.
Bro satt i Folketinget fram till valet 1973, då Socialdemokratiet tappade många mandat. Därefter var hon kommunalpolitiskt aktiv och var återigen förtroendevald i Græsted-Maarums sockenstämma och i Dragørs kommunfullmäktige. Från 1993 var hon förtroendevald för Socialdemokratiet i Holeby kommunfullmäktige. Hon var samtidigt engagerad i ASF Dansk Folkehjælp i Holeby och kyrkorådet för Olstrup kirke. Hon dog i en trafikolycka 1995.